# Lomatia obscuripennis
Lomatia obscuripennis är en tvåvingeart som beskrevs av Friedrich Hermann Loew 1869. Lomatia obscuripennis ingår i släktet Lomatia och familjen svävflugor. Inga underarter finns listade i Catalogue of Life.